# Laophonte inornata
Laophonte inornata är en kräftdjursart som beskrevs av A. Scott 1902. Laophonte inornata ingår i släktet Laophonte och familjen Laophontidae. Inga underarter finns listade i Catalogue of Life.